# Bergordnung

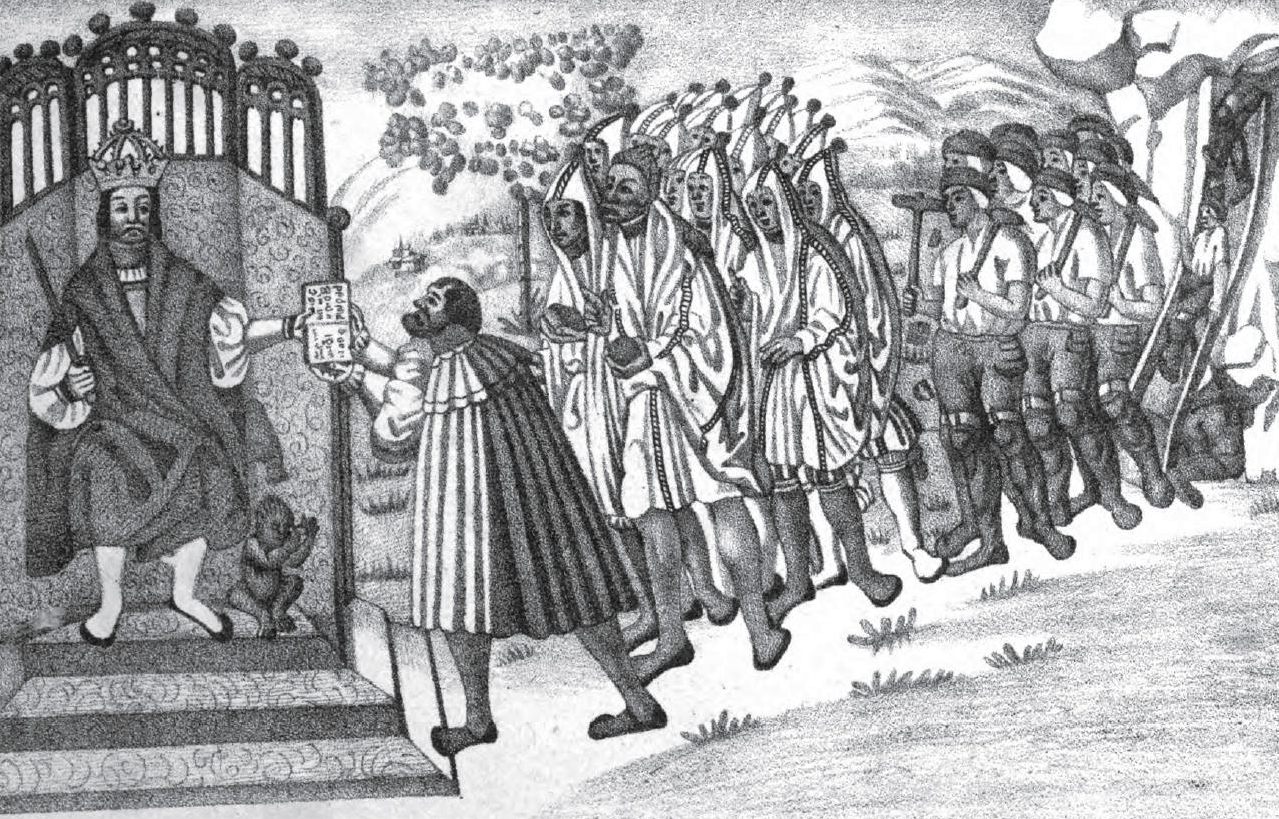
König Wenzel II. erteilt dem Kuttenberger Bergwerk seine Bergordnung.

Als Bergordnung wurde früher im Bergbau ein Gesetz bezeichnet, das als Ergänzung zum geltenden Bergrecht die Rechte und Pflichten der am Bergbau Beteiligten regelte.

## Entwicklung und Beschreibung
Die Quellen, welche wir heute als Bergordnung verstehen und die sich selbst als Ordnung und Satzung bezeichnen, entstehen seit Anfang des 14. Jahrhunderts. Wir müssen sie von den mittelalterlichen Rechtsaufzeichnungen wie der Trienter Bergrechtsurkunden (1185–1208), dem Iglauer Bergrecht (älteres Bergrecht 1248/49, jüngeres Bergrecht zwischen 1282 und 1305) und Freiberger Recht (älteres Bergrecht nach 1307, jüngeres Bergrecht nach 1382) unterscheiden. Alle sind Gesetzeswerke die die Grundvoraussetzung für den Bergbau bilden. Das Ius regale montanorum König Wenzels II. von Böhmen geht in seinem Umfang weiter wie die geltenden Bergrechte und beruft sich auf diese. Damit wird diese Bergordnung, wohl vornehmlich für das Bergrevier Kuttenberg gedachte Gesetz, zum Vorbild der dann von den jeweiligen Landesherren für bestimmte Reviere erlassenen Bergordnungen. Auch die von Erzbischof Heinrich von Pirnbrunn, dem Landesherrn von Salzburg, erlassenen Constituciones et iura montana in Chastune (Gasteiner Bergordnung von 1342) waren eine (salzburgisch-landesfürstliche) Rechtssatzung zur Regelung des Montanwesens. Zu den bedeutsameren landesherrlichen Bergordnungen gehörte auch die bayerische Rechtssatzung von Rattenberg aus dem Jahr 1463, deren Geltungsbereich sich über die Herrschaften von Kitzbühel, Rattenberg und Kufstein erstreckte. Der Geltungsbereich von Bergordnungen konnte landesweit sein. Bergordnungen konnten auf Landesteile und auf einzelne Bergstädte beschränkt sein. Weiterhin bezogen sich die Bergordnungen immer auf bestimmte Metalle sowie Salz und Edelsteine. Besonders den frühen Bergordnungen war oft nur eine kurze Geltung beschieden. Entscheidend für die Rechtsprechung war die Annaberger Bergordnung von 1509. An ihr orientierten sich die meisten späteren Bergordnungen im europäischen Raum.
In der Mitte des 19. Jahrhunderts wurden die Bergordnungen durch landesweite Berggesetze ersetzt. Diese Notwendigkeit lässt sich am Beispiel Preußen verdeutlichen, wo nach den Territorialgewinnen durch die Beschlüsse des Wiener Kongresses von 1815 50 verschiedene Bergordnungen galten.
Der Inhalt einer Bergordnung bestand im Wesentlichen aus folgenden Teilen:
- das Bergamt mit seinen Bergbeamten (Bergstaat)
- das Bergwerk mit seinem Bergleuten
- das Hüttenwesen und die Hüttenleute
- der Bergprozess und die Berggerichte
- das Münzwesen

Darin enthalten waren sowohl detaillierte Bestimmungen über den Bergbau, den landesherrlichen Zehnt, den Aufbau der Bergbehörden als auch die Privilegien des Bergstandes.
Wenn beispielsweise ein Erzsucher ein neues Vorkommen (Gang) entdeckt zu haben glaubte, so musste er sich das Schürfrecht offiziell beim zuständigen Bergbeamten durch eine Mutung sichern. Erwies sich der Schurf als bauwürdig, beantragte er beim Bergamt eine Verleihung des Grubenfeldes. Der Bergbeamte prüfte diesen Antrag durch persönliche Besichtigung der Schürfstelle und bestimmte die Lage der Grube. Mit der Eintragung in das Lehnbuch war die Verleihung rechtskräftig. Mit der Verleihung wurde dem neuen Bergwerk (Grube, Stollen) ein Eigenname, oft ein Heiligenname, gegeben und eine Gebühr erhoben.
Bedingt durch die wirtschaftliche Bedeutung des Bergbaus für den Landesherren oder den Grundherren, hatte diese ein großes Interesse an einem florierenden Bergbau. Um Berggebrechen, wie Absaufen der Gruben, Einstürze durch fehlerhaften Abbau oder das Verschütten von Gängen, vorzubeugen, war es Aufgabe der Bergämter, die Bergwerke regelmäßig aufzusuchen (Befahrung) und sich weiterhin über alle Vorkommnisse unterrichten zu lassen. Diese Form der Bergaufsicht, bei der das Bergamt auch die Entscheidungen über Abbau, Grubenerweiterung (Vortrieb), Wasserhaltung unter anderem traf, wird auch als Direktionsprinzip bezeichnet. Im Zuge der wirtschaftlichen Entwicklungen in der Mitte des 19. Jahrhunderts erwies sich diese Bevormundung als Hemmnis, so dass das Direktionsprinzip in den späteren Berggesetzen abgeschafft wurde und die Bergämter lediglich auf tatsächliche Aufsichtsaufgaben beschränkt wurden.

## Beispiele von Bergordnungen und Bergprivilegien

### Baden-Württemberg
| Jahr             | Bergbaurevier | Titel                          | Erlass durch                    | Bemerkung                                 |
| ---------------- | ------------- | ------------------------------ | ------------------------------- | ----------------------------------------- |
| 1372             | Schwarzwald   | Bergordnung für das Münstertal | Landrichter Johann von Üsenberg | (Transkription: doi:10.23689/fidgeo-5420) |
| 30. Juni 1372    | Breisgau      | Bergordnung für Diesselmut     | Graf Egino IV.                  | (Transkription: doi:10.23689/fidgeo-5696) |
| 27. Februar 1488 | Schwarzwald   | Bergordnung für Königswart     | Markgraf Christoph I.           | (Transkription: doi:10.23689/fidgeo-5660) |

### Bayern und Franken
| Jahr          | Bergbaurevier  | Titel                                                    | Erlass durch                           | Bemerkung |
| ------------- | -------------- | -------------------------------------------------------- | -------------------------------------- | --- |
| 1365          | Fichtelgebirge | Bergfreiheit für Goldkronach                             | Burggraf Friedrich V.                  | Bergordnung für den Goldbergbau nach Vorbild des Iglauer Bergrechts von 1248 |
| 25. Juli 1463 | Rattenberg     | Bergordnung Rattenberg                                   | Herzog Ludwig IX. von Bayern-Landshut. | Bergordnung für Rattenberg (Transkription: doi:10.23689/fidgeo-6522) |
| 1539          |                | erste Bergordnung für das Fürstentum Bayreuth            |                                        | inhaltlich stark angelehnt an die Annaberger Bergordnung von 1509 (siehe Sachsen); weitere umfassende Regelung durch die Bergordnung von 1619 (blieb bis zum Bayerischen Berggesetz von 1869 in Kraft) |
| 1550          | Fichtelgebirge | Neue Bergfreiheit über das Fichtelgebirgische Erzgebirge |                                        | (digitale-sammlungen.de) |
| 1575          |                | Bergfreiheit im Bereich des Hochstift Bamberg            | Veit II. von Würtzburg                 | Erweiterung einer Vorgängerordnung von Weigand von Redwitz nach sächsischem Vorbild |
| 1707          |                | Instruction für den Bergbau von Kupferberg               |                                        | |

### Böhmen und Mähren
| Jahr               | Bergbaurevier | Titel | Erlass durch                               | Bemerkung |
| ------------------ | ------------- | --- | ------------------------------------------ | --- |
| 1248/49            |               | Iglauer Bergrecht |                                            | erstes umfassendes Bergrecht im damaligen deutschsprachigen Raum - Privilegium A; Grundlage für die Kuttenberger Bergordnung „Ius regale montanorum“ von König Wenzel II. (Transkription: doi:10.23689/fidgeo-5392) - letztes Viertel des 13. Jahrhunderts Privilegium B (Transkription: doi:10.23689/fidgeo-5559) - 1476/77 Deutsches Iglauer Bergrecht (D.I.R.) (Transkription: doi:10.23689/fidgeo-6100) |
| 1290               |               | Kuttenberger Bergordnung | König Wenzel II.                           | |
| 2. August 1518     |               | Ordenung des freyen und löblichen bergkwercks in Sant Joachimsthal | Graf Stefan Schlick                        | sogenannte „Schlicksche Bergordnung“; nahezu wörtliche Übernahme der Annaberger Bergordnung von 1509 (siehe Sachsen) (Transkription: doi:10.23689/fidgeo-6010) |
| 1525               |               | Ordenung des freyen und löblichen bergkwercks in Sant Joachimsthal | Graf Stefan Schlick                        | Ergänzung zur Bergordnung von 1518 (Transkription: doi:10.23689/fidgeo-6137) |
| 1. April 1534      |               | Bergwerksvertrag zwischen König Ferdinand I. und den böhmischen Ständen                                                                                                 |                                            | |
| 26. September 1541 |               | erneuerte Bergordnung des freien löblichen Bergwerks Sankt Joachimsthal                                                                                                 | Gebrüder Hieronymus und Lorenz Schlick     | Sie ist die zu ihrer Zeit umfangreichste und präziseste Bergordnung. (Transkription: doi:10.23689/fidgeo-6196) |
| 8. Mai 1542        |               | Bergordnung in der Herrschaft Hangenstein (Skály u Rýmarova) in Mähren                                                                                                  | Gebrüder Hieronymus und Lorenz Schlick     | |
| 20. Januar 1547    |               | Freiheitsbrief für das Bergwerk zu Rudolfstadt | König Ferdinand I.                         | |
| 1. Januar 1548     |               | erneuerte Joachimsthaler Bergordnung (Bergkordnung des freyen königlichen Bergkwercks Sanct Joachimsthal sambt anderen umbligenden und eingeleibten Silberbergkwercken) | König Ferdinand I.                         | fast wörtliche Wiederholung der Joachimsthaler Bergordnung von 1541 (Transkription: doi:10.23689/fidgeo-6263) |
| 1. Januar 1548     |               | Zinnbergwerksordnung für Hengst, Perninger, Lichtenstadt, Platten, Gottesgabe, Kaff, Mückenberg                                                                         | König Ferdinand I.                         | (Transkription: doi:10.23689/fidgeo-7347) |
| 1. Januar 1548     |               | Zinnbergwerksordnung für Schlaggenwald, Schönfeld und Lauterbach | König Ferdinand I.                         | (Transkription: doi:10.23689/fidgeo-6541) |
| 28. September 1562 |               | Generalbegnadigung für die Stände Mährens |                                            | |
| 18. September 1575 |               | Bergwerksvergleichung im Königreich Böhmen zwischen Kaiser Maximilian mit den Ständen der Krone Böheim                                                                  |                                            | |
| 15. Februar 1577   |               | Bergwerksordnung für die schlesischen und Lausitzer Stände | Rudolf II.                                 | |
| 15. Februar 1577   |               | bestätigte Bergfreiheit für die Bergstadt Böhmisch Neustadt | Melchior Freiherr von Redern               | (gmxhome.de (Memento vom 22. April 2006 im Internet Archive) |
| 15. Februar 1577   |               | Bergordnung und Bergfreiheiten des Albrecht Herzoges zu Friedland für die Bergwerke zu Hohenelbe, Starkenberg, Arnau und andere Bergwerke auf seinen Gründen            | Albrecht Herzog zu Friedland (Wallenstein) | (gmxhome.de (Memento vom 20. Juni 2006 im Internet Archive) |

### Harz
| Jahr    | Bergbaurevier | Titel                                                       | Erlass durch                    | Bemerkung |
| ------- | ------------- | ----------------------------------------------------------- | ------------------------------- | --- |
| 1271    |               | Goslarer Bergrecht                                          | Herzog Albrecht I. der Große    | |
| um 1520 |               | Zellerfelder Bergordnung                                    |                                 | |
| 1524    |               | Bergordnung für die Bergwerke um und bei Gittelde im Grunde | Heinrich der Jüngere            | basiert auf der Annaberger Bergordnung von 1509 (siehe Sachsen) |
| 1528    |               | Bergordnung für das Bergrevier um Sankt Andreasberg         | Grafen von Hohnstein            | basiert auf der Annaberger Bergordnung von 1509 (siehe Sachsen) und enthält 3 Artikel der Bergordnung für Gittelde von 1524. (Transkription: doi:10.23689/fidgeo-5275) |
| 1532    |               | Bergfreiheit für Zellerfeld                                 |                                 | |
| 1554    |               | Bergfreiheit für Clausthal                                  |                                 | |
| 1576    |               | Bergordnung für die Bergreviere St. Andreasberg und Sachsa  | Graf Volkmar Wolf von Hohnstein | (Transkription: doi:10.23689/fidgeo-5301) |
| 1593    |               | fürstlich Braunschweigische Bergordnung für den Harz        |                                 | |
| 1594    |               | Bergordnung für den Elbingeröder Bergbau                    |                                 | regelt ein Monopol am Bergbau für die Einwohner von Elbingerode; Modifizierungen von 1620, 1664, 1694, 1847                                                            |

### Hessen
| Jahr    | Bergbaurevier         | Titel                | Erlass durch                                     | Bemerkung                                                               |
| ------- | --------------------- | -------------------- | ------------------------------------------------ | ----------------------------------------------------------------------- |
| 1499    | Richelsdorfer Gebirge | Sontraer Bergordnung | Landgraf Wilhelm II.                             | älteste hessische Bergordnung (Transkription: doi:10.23689/fidgeo-5543) |
| um 1540 | Oberhessen            | Bergordnung Espa     | Herren zu Frankenstein und Herren zu Heusenstamm | (Transkription: doi:10.23689/fidgeo-5844)                               |

### Kurfürstentum Köln
| Jahr              | Bergbaurevier | Titel                                  | Erlass durch                              | Bemerkung                                 |
| ----------------- | ------------- | -------------------------------------- | ----------------------------------------- | ----------------------------------------- |
| 4. September 1533 |               | Bergordnung für das Kurfürstentum Köln | Kurfürst Hermann V. von Wied              | (Transkription: doi:10.23689/fidgeo-6535) |
| 1534              |               | Kurkölnische Bergordnung               | Kurfürsten Hermann von Wied               |                                           |
| 1549              |               | Kurkölnische Bergordnung               | Kurfürsten Adolf III. von Schaumburg      |                                           |
| 1557              |               | Kurkölnische Bergordnung               | Kurfürsten Anton von Schaumburg           |                                           |
| 1559              |               | Kurkölnische Bergordnung               | Kurfürsten Gebhard von Mansfeld           |                                           |
| 1669              |               | Kurkölnische Bergordnung               | Kurfürsten Maximilian Heinrich von Bayern |                                           |

### Kurfürstentum Trier
| Jahr            | Bergbaurevier | Titel                                       | Erlass durch                                | Bemerkung                                 |
| --------------- | ------------- | ------------------------------------------- | ------------------------------------------- | ----------------------------------------- |
| 30. Januar 1510 |               | Bergordnung für die Bergwerke in Bernkastel | Erzbischof und Kurfürst Jakob II. von Baden | (Transkription: doi:10.23689/fidgeo-9132) |

### Nassau-Weilburg
| Jahr | Bergbaurevier | Titel                                                                     | Erlass durch      | Bemerkung |
| ---- | ------------- | ------------------------------------------------------------------------- | ----------------- | --------- |
| 1536 |               | einheitliche Bergordnung für die gesamte Reichsgrafschaft Nassau-Weilburg | Graf Philipp III. |           |

### Österreich
| Jahr               | Bergbaurevier                | Titel                                                    | Erlass durch              | Bemerkung |
| ------------------ | ---------------------------- | -------------------------------------------------------- | ------------------------- | --- |
| 22. Juli 1325      | Kärnten                      | Bergordnung für Sankt Leonhard im Lavanttal              | Fürstbischof Heinrich II. | (Transkription: doi:10.23689/fidgeo-5638) |
| 14. September 1336 | Steiermark                   | Bergordnung                                              | Herzog Albrecht II.       | (Transkription: doi:10.23689/fidgeo-5409) weitere Bergordnung 1339 (Transkription: doi:10.23689/fidgeo-5397) |
| 23. Juli 1408      | Steiermark                   | Schladminger Bergbrief                                   |                           | Aufzeichnung des örtlichen Gewohnheitsrechtes durch den Schladminger Stadt- und Bergrichter Leonhard Egklzain; (Transkription: doi:10.23689/fidgeo-5416)                                                                      |
| 26. Juni 1427      | Tirol                        | Bergordnung für Gossensaß                                | Herzog Friedrich IV.      | geht auf den Schladminger Bergbrief von 1408 zurück (Transkription: doi:10.23689/fidgeo-5678) |
| 26. Juli 1449      | Tirol                        | Bergordnung für Schwaz                                   | Herzog Siegmund           | erste umfassende Bergordnung für Schwaz (Transkription: https://e-docs.geo-leo.de/handle/11858/10364) weitere Bergordnungen 1468 (Transkription: doi:10.23689/fidgeo-5706) und 1474 (Transkription: doi:10.23689/fidgeo-5689) |
| 1. Oktober 1459    | Salzburg                     | Bergordnung für Ramingstein                              | Erzbischof Sigismund I.   | (Transkription: doi:10.23689/fidgeo-5464) |
| seit 1490          | Tirol                        | Schwazer Erfindungen                                     | Kaiser Maximilian I.      | umfangreiches Gesetzgebungswerk als Kernbestand des frühneuzeitlichen Schwazer Bergrechts; entstand zwischen 1408 und 1542 im Zuge von Versammlungen der Schwazer Bergleute erlassene landesherrlichen Vorschriften           |
| 5. Januar 1517     |                              | Bergordnung für (Österreich, Steiermark, Kärnten, Krain) | Kaiser Maximilian I.      | Grundlage ist das Iglauer Bergrecht sowie die darauf aufbauende Bergordnung von Schwaz 1490 (Transkription: doi:10.23689/fidgeo-6089)                                                                                         |
| 22. Mai 1517       | Schwarzwald, Breisgau, Elsaß | Bergordnung für Vorderösterreich                         | Kaiser Maximilian I.      | basiert auf der Bergordnungen für Niederösterreich (1517) und Annaberg (1509); (Transkription: doi:10.23689/fidgeo-5670) |
| 1550               |                              | Bambergische Bergordnung                                 |                           | galt u. a. für den Bergbau von Bad Bleiberg und Hüttenberg |

### Pfalz
| Jahr             | Bergbaurevier | Titel                                      | Erlass durch                                                        | Bemerkung                                 |
| ---------------- | ------------- | ------------------------------------------ | ------------------------------------------------------------------- | ----------------------------------------- |
| 5. Dezember 1465 |               | Bergordnung für Amberg                     | Kurfürst Friedrich I.                                               | (Transkription: doi:10.23689/fidgeo-6560) |
| 4. Dezember 1490 |               | Bergordnung für die Grafschaft Sponheim    | Johann I. Graf von Pfalz-Simmern und Markgraf Christof I. von Baden | (Transkription: doi:10.23689/fidgeo-9137) |
| 8. Februar 1521  |               | Bergordnung für Erbendorf                  | Kurfürst Ludwig V.                                                  | (Transkription: doi:10.23689/fidgeo-6738) |
| 22. Februar 1548 |               | Bergordnung Oberpfalz                      | Kurfürst Friedrich II.                                              | (Transkription: doi:10.23689/fidgeo-7493) |
| 5. Januar 1565   |               | Bergordnung für das Fürstentum Zweibrücken | Pfalzgraf und Herzog Wolfgang                                       | (digitale-sammlungen.de)                  |
| 1594             |               | Bergordnung für Amberg                     | Kurfürst Friedrich IV.                                              | (Transkription: doi:10.23689/fidgeo-9102) |

### Polen
| Jahr | Bergbaurevier | Titel                                                               | Erlass durch            | Bemerkung |
| ---- | ------------- | ------------------------------------------------------------------- | ----------------------- | --------- |
| 1368 |               | Bergordnung für die Königlichen Salzbergwerke Wieliczka und Bochnia | König Kasimir der Große |           |

### Sachsen
| Jahr               | Bergbaurevier                  | Titel                                                           | Erlass durch                        | Bemerkung |
| ------------------ | ------------------------------ | --------------------------------------------------------------- | ----------------------------------- | --- |
| um 1250            | Freiberger Revier              | Freiberger Bergrecht                                            |                                     | in Schriftform 1300/1306 als Freiberger Bergrecht A, nach 1382 als Freiberger Bergrecht B - Freiberger Bergrecht A isgv.de, (Transkription: doi:10.23689/fidgeo-5661) - Freiberger Bergrecht B isgv.de, (Transkription: doi:10.23689/fidgeo-5765) |
| 1. Juli 1448       | Altenberger Revier             | Bärensteiner Bergordnung                                        | Kurfürst Friedrich II.              | erster Zinnordnung für die neuen Bergwerke in Bärenstein in Anlehnung an die Rechte und Freiheiten der Bergwerke von Ehrenfriedersdorf. (Transkription: doi:10.23689/fidgeo-5676) Weitere Zinn- und Bergordnungen von 1489 (erste Nennung des Namens Altenberg), 1491, 1492, 1503, 1568 (neue Zinnbergordnung von Kurfürst August, blieb bis zum Regalbergbaugesetz von 1851 in Kraft) |
| 24. November 1450  | Geyer, Ehrenfriedersdorf, Thum | Bergordnung                                                     | Kurfürst Friedrich II.              | Niederschrift der geltenden Bergordnung (Transkription: doi:10.23689/fidgeo-5680) |
| 14. April 1466     |                                | Ordnung für die Bergwerke außerhalb Freibergs                   | Kurfürst Ernst und Herzog Albrecht  | erste für die Markgrafschaft Meißen geltende Bergordnung, galt für alle Metalle (Transkription: doi:10.23689/fidgeo-5413) |
| 12. Mai 1477       | Schneeberger Revier            | Schneeberger Bergordnung                                        | Kurfürst Ernst und Herzog Albrecht  | erste Bergordnung für Schneeberg; weitere Ordnungen 1479, 1487, 1492 (erste Große Schneeberger Bergordnung), 1497, 1500. (Transkriptionen: https://e-docs.geo-leo.de/handle/11858/9604; Entwürfe 1477, 1490 und 1497, Bergordnungen 1477, 1479, 1487, 1492, 1497, 1500) |
| 22. Dezember 1490  | Glashütter Revier              | Glashütter Bergordnung                                          | Herzog Georg                        | weitere Ordnungen 1491, (Transkription: doi:10.23689/fidgeo-5448) |
| 11. Februar 1493   | Annaberger Revier              | Schreckenberger Bergordnung                                     | Herzog Georg                        | erste Bergordnung für den Schreckenberg; (Transkription: doi:10.23689/fidgeo-5418) weitere Bergordnung von 1499/1500 |
| 5. März 1503       | Annaberger Revier              | Annaberger Bergordnung                                          | Herzog Georg                        | erste Bergordnung für Annaberg; (Transkription: doi:10.23689/fidgeo-5449) |
| 1503               | Vogtland                       | Voigtländische Bergordnung                                      |                                     | erlassen für die Bergwerke zu Auerbach; weitere Bergordnungen 1513 (für Oelsnitz, Lauterbach und Schönbrunn), 1517 (Voigtsbergische Bergordnung) |
| 19. April 1507     | Buchholzer Revier              | Buchholzer Bergordnung                                          | Kurfürst Friedrich III.             | erste Bergordnung für Buchholz; (Transkription: doi:10.23689/fidgeo-9431) |
| 5. Februar 1509    | Annaberger Revier              | Annaberger Bergordnung                                          | Herzog Georg                        | erste umfassende Bergordnung, basiert auf der Schneeberger Bergordnung von 1500; Vorbild für weitere Bergordnungen in den europäischen Bergbaurevieren (Transkription: doi:10.23689/fidgeo-5498) |
| 5. Dezember 1516   | Berggießhübeler Revier         | Berggießhübeler Bergordnung                                     | Herzog Georg                        | erste Bergordnung für Berggießhübel (Transkription: doi:10.23689/fidgeo-6002), weitere Ordnungen 1538, 1541, 1546, 1564, 1570, 1583, 1594, 1614, 1660, 1666 |
| um 1519            | Marienberger Revier            | Ordnung des Bergwerks zu Drebach                                |                                     | |
| 2. August 1520     |                                | Bergordnung Herzogs Georg von Sachsen für das Herzogtum Sachsen | Herzog Georg                        | erste allgemeingültige Bergordnung für das Herzogtum Sachsen (Transkription: doi:10.23689/fidgeo-5869) |
| 12. September 1521 | Marienberger Revier            | Bergordnung Herzogs Georg von Sachsen für Marienberg            | Herzog Georg                        | erste Bergordnung für Marienberg nach Gründung der Stadt am 27. April 1521 durch Herzog Heinrich |
| 1529               | Freiberger Revier              | Freiberger Bergordnung                                          | Herzog Georg                        | beruft sich auf die Annaberger Bergordnung von 1509 (Transkription: doi:10.23689/fidgeo-5846), weitere Bergordnung 1536 (Transkription: doi:10.23689/fidgeo-5849) |
| 1529               |                                | Liebethaler Bergordnung                                         |                                     | älteste überlieferte Bergordnung für die Sandsteingewinnung in der Sächsischen Schweiz |
| 15. März 1534      |                                | Bergordnung für Eibenstock und die schwarzenbergischen Wälder   | Kurfürst Johann Friedrich I.        | Eibenstock wurde erst 1533 kurfürstlich-ernestinisch und 1547 kurfürstlich-albertinisch (Transkription: doi:10.23689/fidgeo-5551); weitere Bergordnungen 1542 (Zinn- und Zwitterordnung zu Eibenstock), |
| 1534               |                                | Bergordnung für das Kloster Grünhain                            | Abt Johannes                        | (Transkription: doi:10.23689/fidgeo-6119) |
| 20. Mai 1535       |                                | Bergordnung für die Bergstadt Platten (Horní Blatna)            | Kurfürst Johann Friedrich I.        | Platten gelangte erst 1546 von Sachsen an Böhmen (Transkription: doi:10.23689/fidgeo-6430) |
| 27. Juli 1536      |                                | Bergordnung Herzogs Georg von Sachsen für das Herzogtum Sachsen | Herzog Georg                        | zweite allgemeingültige Bergordnung für das Herzogtum Sachsen (Transkription: doi:10.23689/fidgeo-9876) |
| 1547/54            |                                | Bergordnung für den Emmler                                      | Oberhauptmann Heinrich von Gersdorf | (Transkription: doi:10.23689/fidgeo-6150) |
| 1554               |                                | erste Bergordnung von Kurfürst August                           | Kurfürst August                     | |
| 7. Februar 1556    |                                | Bergordnung für Eibenstock und Schwarzenberg                    | Kurfürst August                     | weitere Bergordnung 1615 (Transkription: doi:10.23689/fidgeo-5635) |
| 1. Januar 1561     |                                | Zinnordnung für Annaberg, Marienberg und Buchholz               | Kurfürst August                     | |
| 23. April 1571     |                                | zweite Bergordnung von Kurfürst August                          | Kurfürst August                     | (digitale-sammlungen.de) |
| 1575               |                                | dritte Bergordnung von Kurfürst August                          | Kurfürst August                     | |
| 12. Juni 1589      |                                | Kursächsische Bergordnung                                       | Kurfürst Christian                  | (digitale-sammlungen.de) |
| 1621               | Glashütter Revier              | Bergordnung für das Vasallenbergamt Schmiedeberg                | Hans Caspar von Körbitz             | |

### Schlesien
| Jahr         | Bergbaurevier | Titel                                                                                        | Erlass durch              | Bemerkung       |
| ------------ | ------------- | -------------------------------------------------------------------------------------------- | ------------------------- | --------------- |
| 5. Juni 1769 |               | Revidirte Berg-Ordnung vor das Souveraine Herzogthum Schlesien und vor die Graffschaft Glatz | König Friedrich der Große | slub-dresden.de |

### Thüringen
| Jahr | Bergbaurevier             | Titel | Erlass durch             | Bemerkung      |
| ---- | ------------------------- | --- | ------------------------ | -------------- |
| 1575 | Saalfeld                  | Berckordnung Welche […] Herr Augustus […] Churfuerst […] Jn Vormundschafft seiner […] jungen Vettern der […] Herrn Friderich Wilhelmen vnd Herrn Johansen Hertzogen zu Sachssen […] zu befuerderung des zu Salfeldt vnd anderer in jrer Fuerstlichen Gnaden Landen Berckwergen hat stellen publiciren vnd ausgehen lassen | Kurfürst August          | (uni-halle.de) |
| 1620 | Kyffhäuser und Rothenburg | Churfürstl. Sächs. Bergordnung vom 9. Juni 1620 | Kurfürst Johann Georg I. | (Sammlung […]) |

### Ungarn
| Jahr | Bergbaurevier | Titel                     | Erlass durch | Bemerkung |
| ---- | ------------- | ------------------------- | ------------ | --- |
| 1408 | Oberungarn    | Bergordnung für Göllnitz  |              | (Transkription: doi:10.23689/fidgeo-5713) weitere Ordnungen 1487 (Transkription: doi:10.23689/fidgeo-5722) und 1498 (Transkription: doi:10.23689/fidgeo-5755) |
| 1466 | Niederungarn  | Bergordnung für Schemnitz |              | (Transkription: doi:10.23689/fidgeo-5848) weitere Ordnung 1513 (Transkription: doi:10.23689/fidgeo-5851)                                                      |
| 1492 | Niederungarn  | Bergordnung für Kremnitz  |              | (Transkription: doi:10.23689/fidgeo-5762) weitere Ordnung 1537 (Transkription: doi:10.23689/fidgeo-5897)                                                      |